# Ácido vanílico
Ácido vanílico (4-hidroxi-3- ácido metoxibenzoico) es un ácido dihidroxibenzoico derivado usado como un agente aromatizante. Se trata de una forma oxidada de vainillina. También es un intermedio en la producción de vainillina a partir de ácido ferúlico.

## Presencia en la naturaleza

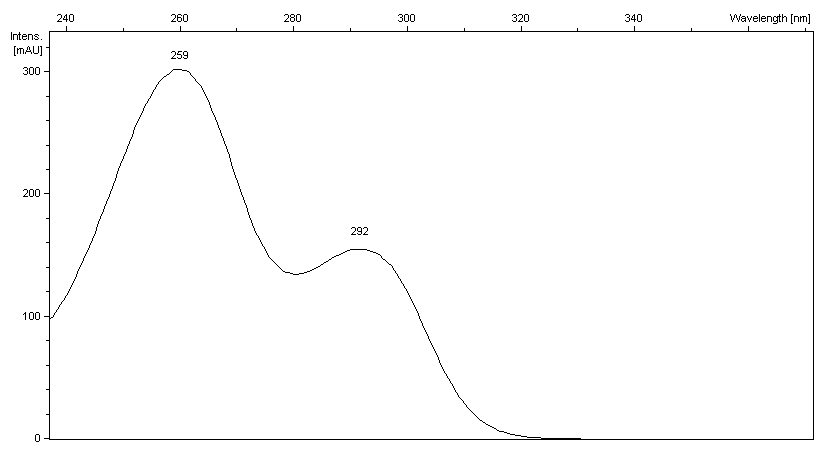
Espectro visible ácido vanillinico UV

La mayor cantidad de ácido vanilico en las plantas conocidas hasta el momento se encuentra en la raíz de Angelica sinensis, una hierba autóctona de China, que se utiliza en la medicina tradicional china.

### Presencia en los alimentos
Aceite de azaí, obtenido del fruto de la palma de açaí ( Euterpe oleracea ), es rico en ácido vanílico (1616 ± 94 mg / kg).
Es uno de los principales fenoles naturales en el aceite de argán.
También se encuentra en el vino y el vinagre.

## Metabolismo
Ácido vanílico es uno de los principales catequinas metabolitos que se encuentran en los seres humanos después del consumo de  infusiones de té verde.